# Anous tenuirostris
La sterna stolida minore (Anous tenuirostris, Temminck 1823), è un uccello della famiglia dei Laridae.

## Sistematica
Anous tenuirostris possiede due sottospecie:
- A. tenuirostris melanops
- A. tenuirostris tenuirostris

## Distribuzione e habitat
Questa sterna vive unicamente nelle Seychelles, nelle isole Mauritius, nelle Isole Chagos e nelle Maldive. Durante l'inverno si sposta sulle coste africane tra la Somalia e il Sudafrica, compresi Madagascar e Comore. La sottospecie A. t. melanops abita invece le isole della costa occidentale australiana, soprattutto gli Houtman Abrolhos e Ashmore Reef. È un uccello che quindi vive prevalentemente sugli atolli.